# 京成請地駅
京成請地駅（けいせいうけじえき）は、現在の東京都墨田区にあった京成電鉄押上線の駅。現在地下駅である押上駅から地上に出た付近に位置していた。
付近に当時存在した東武伊勢崎線請地駅に隣接して設置され、2社の乗換駅として機能していた。開設当時は昭和初期に浅草延長や筑波高速度電気鉄道の経営権取得などを巡り鋭く対立した京成と東武の和解の象徴とも言われたという。
しかし、実際には請地駅での乗り換えはあまり多くなく、押上駅と業平橋駅（現・とうきょうスカイツリー駅）での乗り換えが主流であった。押上駅に近いこともあり、1943年には不要不急として戦時休止され、1947年に正式に廃止となった。

## 歴史
- 1932年（昭和7年）9月1日 開業。
- 1943年（昭和18年）10月　戦時休止。
- 1947年（昭和22年）2月28日 営業廃止。

## 隣の駅
京成電鉄
押上線
押上駅 - 京成請地駅 - 京成曳舟駅